# 2月31日
2月31日，對於現代西方（修訂公历）日曆，是一個虛構的日期。它有時用於示例目的，要明確表示信息的呈現，是人為的，不是真正的數據。2月30日有時也用於同樣目的，但是它在一些日曆（例如農曆二月三十）上是合法的。
在這方面，這些「日期」是類似其他的虛構數據的作用，就如中文裡常以「陳大文」作為隨意人名。

## 使用例子

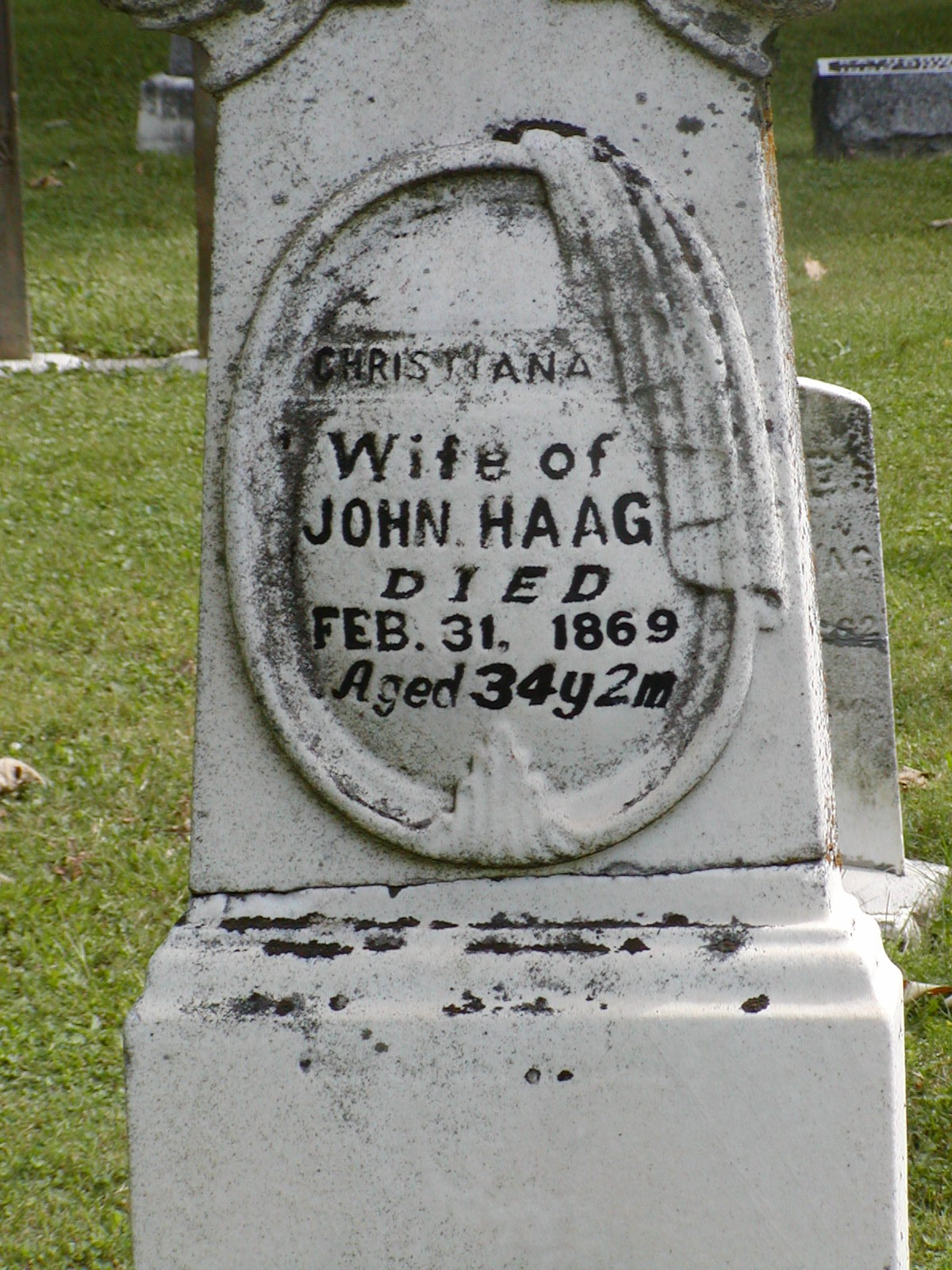
在美國俄亥俄州一處的墓碑寫著卒年為1869年2月31日

- 在牛津St Peter-in-the-East的教堂墓地裡的墓碑，內容如下：[1]

| HOUNSLOW，John 卒於1871年3月31日 HOUNSLOW，Sarah，他的妻子，卒於1835年2月31日；六個孩兒，卒於嬰兒期； Ann，John Hounslow的妻子，卒於1890年6月11日 |

- 「世界上第一個關於2月31日的派對！……時間: 當然在2月31日啦! 慶祝活動將在下午12:61開始……」[2]。
- 基於由Julian Symons寫的同名小說的電視劇《The Alfred Hitchcock Hour》的其中一集名稱就是「2月31日」。[3]David Wayne飾演一個涉嫌謀殺妻子的男人，並故意被迫瘋狂，而使他坦白。這個過程包括他將枱上日曆反覆更改從2月4日--他妻子的死亡日期，至最終將其更改為不存在的2月31日。
- 「示例網頁／頁標題／最後更新於1999年2月31日」[4]（用在教學材料上）。

## 出生
William O'Malley。節目《Ripley's Believe It or Not!》（中文：信不信由你）指出，O'Malley，根據他在愛爾蘭Clifden的出生證明檔案，出生於1853年2月31日。